# Bouhouda
Bouhouda (franska: Bouhouda (CR), Bouhouda (Commune Rurale), arabiska: بوهودة) är en kommun i Marocko.   Den ligger i provinsen Taounate och regionen Fès-Meknès, i den nordöstra delen av landet, 220 km öster om huvudstaden Rabat. Antalet invånare är 26 124.